# Giovanni Intini
Giovanni Intini (Gioia del Colle, 28 dicembre 1965) è un arcivescovo cattolico italiano, dal 9 dicembre 2022 arcivescovo di Brindisi-Ostuni.

## Biografia
È nato a Gioia del Colle, in provincia di Bari e arcidiocesi di Bari-Bitonto, il 28 dicembre 1965. È cresciuto a Noci, nella diocesi di Conversano-Monopoli.

### Formazione e ministero sacerdotale
Dopo aver frequentato il liceo scientifico “Leonardo da Vinci” di Noci, si è iscritto al Pontificio Seminario Regionale Pugliese "Pio XI" di Molfetta, dove ha ottenuto il baccalaureato in teologia.
Il 29 giugno 1990, nella piazza antistante la Chiesa Matrice di Noci, è stato ordinato presbitero dal vescovo Domenico Padovano per la diocesi di Conversano-Monopoli.
Dopo l'ordinazione è stato nominato vicario parrocchiale della cattedrale e padre spirituale presso il seminario minore a Conversano; ha mantenuto gli incarichi fino al 1995, quando è diventato animatore al seminario regionale di Molfetta. Tornato nella diocesi natale nel 1998, ha assunto il ruolo di rettore del seminario minore; è stato poi arciprete-parroco della chiesa matrice di Santa Maria della Natività a Noci dal 2007 al 2008. In quell'anno è stato trasferito nuovamente a Molfetta come padre spirituale del seminario regionale.
Nel 2014 è stato nominato dal vescovo Domenico Padovano arciprete della basilica concattedrale di Maria Santissima della Madia a Monopoli, vicario zonale del centro storico e delegato vescovile per la formazione permanente del clero, dei sacerdoti giovani e dei diaconi permanenti. È stato membro del consiglio presbiterale e del collegio dei consultori della diocesi di Conversano-Monopoli.

### Ministero episcopale

Stemma vescovile.

Il 7 dicembre 2016 papa Francesco lo ha nominato vescovo di Tricarico; è succeduto a Vincenzo Carmine Orofino, precedentemente nominato vescovo di Tursi-Lagonegro. Il 22 febbraio 2017 ha ricevuto l'ordinazione episcopale, nel palazzetto dello sport "San Giacomo" di Conversano, dal vescovo di Conversano-Monopoli Giuseppe Favale, co-consacranti l'arcivescovo Giuseppe Pinto, nunzio apostolico nelle Filippine, e il vescovo Domenico Padovano, vescovo emerito di Conversano-Monopoli. Il 18 marzo seguente ha preso possesso della diocesi, nella cattedrale di Santa Maria Assunta a Tricarico.
È membro della commissione episcopale per la dottrina della fede, l'annuncio e la catechesi della Conferenza Episcopale Italiana.
Il 9 dicembre 2022 lo stesso papa lo ha trasferito all'arcidiocesi di Brindisi-Ostuni, dov'è succeduto a Domenico Caliandro, dimessosi per raggiunti limiti di età. Il 10 febbraio 2023 ha preso possesso dell'arcidiocesi.
Il 6 giugno 2023 è stato eletto vicepresidente della Conferenza episcopale pugliese.

## Genealogia episcopale
La genealogia episcopale è:
- Cardinale Scipione Rebiba
- Cardinale Giulio Antonio Santori
- Cardinale Girolamo Bernerio, O.P.
- Arcivescovo Galeazzo Sanvitale
- Cardinale Ludovico Ludovisi
- Cardinale Luigi Caetani
- Cardinale Ulderico Carpegna
- Cardinale Paluzzo Paluzzi Altieri degli Albertoni
- Papa Benedetto XIII
- Papa Benedetto XIV
- Papa Clemente XIII
- Cardinale Marcantonio Colonna
- Cardinale Giacinto Sigismondo Gerdil, B.
- Cardinale Giulio Maria della Somaglia
- Cardinale Carlo Odescalchi, S.I.
- Cardinale Costantino Patrizi Naro
- Cardinale Lucido Maria Parocchi
- Papa Pio X
- Cardinale Gaetano De Lai
- Cardinale Raffaele Carlo Rossi, O.C.D.
- Cardinale Amleto Giovanni Cicognani
- Cardinale Giovanni Benelli
- Cardinale Silvano Piovanelli
- Arcivescovo Claudio Maniago
- Vescovo Giuseppe Favale
- Arcivescovo Giovanni Intini

## Araldica
| Stemma | Blasonatura |
| ------ | --- |
|        | D'azzurro, allo scaglione alzato d'argento; nel primo alla croce gigliata attraversante l'agnello rivoltato; nel secondo la stella a otto punte al cantone destro, la conchiglia del pellegrino al cantone sinistro, il tutto dello stesso. |